# California Gurls
"California Gurls" (tạm dịch: "Những cô gái California") là một ca khúc thuộc thể loại electropop (nhạc pop-điện tử) của ca sĩ-nhạc sĩ người Mỹ Katy Perry. Nó là đĩa đơn chính được trích từ album phòng thu thứ ba của cô mang tên Teenage Dream. Bài hát có sự góp giọng của rapper Snoop Dogg, và do Dr. Luke, Max Martin, cùng Benny Blanco sản xuất. Theo Perry, ca khúc này là câu trả lời tới Empire State of Mind. California Gurls ban đầu được dự định sẽ công chiếu ở 2 đài phát thanh mainstream và rhythmic vào ngày 25 tháng 5 năm 2010. Tuy nhiên, sau một đoạn phim từ album mới của Perry đã bị rò rỉ trực tuyến trên mạng, cô quyết định phát hành bài hát đến radio vào ngày 7 tháng 5 năm 2010 và cũng bắt đầu phát sóng trên trang web chính thức của cô. Ca khúc giành vị trí quán quân trên Billboard Hot 100 ở Hoa Kỳ trong vòng sáu tuần liên tiếp, trở thành đĩa đơn quán quân thứ hai của Katy Perry và là bài hát thứ ba của Snoop Dogg đứng đầu tại bảng xếp hạng này . Ca khúc cũng đứng đầu bảng xếp hạng âm nhạc tại hơn 10 quốc gia trong đó có Canada, Australia, Scotland, Ireland, Anh, và New Zealand.

## Video âm nhạc
Video được đạo diễn bởi Mathew Cullen  và Will Cotton . Video được công chiếu vào ngày 15 tháng 6 năm 2010 và bắt đầu được bấm máy vào ngày 14 tháng 5 năm 2010 . Trong video, nền phong cảnh chính đều được làm bằng bánh và kẹo và được lấy ý tưởng từ hai bộ phim nổi tiếng là Alice in Wonderland và Charlie and The Chocolate Factory, Katy Perry đã mang tới cho người xem những hình ảnh rực rỡ sinh động. Cảnh quay gợi cảm nhất là khi Katy Perry khỏa thân nằm trên một đám mây màu hồng và cảnh quay ấn tượng nhất là khi cô xuất hiện trong bộ bikini bé xíu màu đỏ rồi phun kem ra từ ngực. Hình ảnh này của Katy đã bị cư dân mạng so sánh với hình ảnh nữ ca sĩ Lady Gaga với chiếc áo ngực phun lửa trong một vài màn biểu diễn trước đây.
Giai điệu lôi cuốn và video clip rực rỡ đã biến "California Gurls" trở thành một trong những ca khúc "nóng" nhất của hè năm nay. Sau 4 tuần kể từ ngày lên kệ, đĩa đơn California Gurls của Katy Perry đã giật No.1 bảng xếp hạng Billboard Hot 100. Ca khúc này cũng vững vàng ở vị trí quán quân của bảng xếp hạng "Digital Songs" 3 tuần liên tiếp.

## Diễn biến trên các bảng xếp hạng

Súng bắn kem sữa ngực Katy Perry trong video "California Gurls".

"California Gurls" tiêu thụ được 294.000 bảng download kỹ thuật số trên mạng trong tuần đầu tiên và đứng vị trí số 1 trên bảng xếp hạng Billboard Digital Songs. Cùng thời điểm đó, bài hát đã nhảy vọt từ hạng 102 đến vị trí á quân trên Billboard Hot 100, trở thành đĩa đơn đầu tiên tăng hạng nhanh nhất của Katy Perry kể từ năm 2008 với đĩa đơn đầu tay của cô có tên I Kissed a Girl. Đến ngày 19 tháng 6 năm 2010, bài hát đã giành vị trí quán quân tại Hoa Kỳ, trở thành ca khúc thứ hai của Katy Perry và thứ ba của Snoop Dogg giành vị trí quán quân ở bảng xếp hạng này . "California Gurls" cũng là bài hát thứ ba của Perry đứng đầu bảng xếp hạng Billboard Pop Songs. Trong thời hạn 7 tuần kể từ khi phát hành, "California Gurls" đã bán được hơn ba triệu lượt tải, đó là tốc độ nhanh thứ hai của một bài hát khi tiêu thụ được hơn hai triệu lượt tải trong lịch sử download kỹ thuật số chỉ sau Flo Rida với đĩa đơn Right Round .
Ở những quốc gia khác, "California Gurls" giành vị trí thứ 1 ở Canada và ra mắt trên bảng xếp hạng âm nhạc trong top 20 tại Bỉ (Flanders và Wallonia), New Zealand và Na Uy. Đến ngày 24 tháng 5 năm 2010, "California Gurls" ra mắt trên Australian Singles Chart tại vị trí thứ 3, vài tuần sau đó đã leo lên vị trí đầu bảng tại Úc. Cùng thời gian ấy, ca khúc đã đứng vị trí quán quân tại New Zealand  và cũng nhận được chứng nhận đĩa bạch kim từ RIANZ. "California Gurls" lọt vào bảng xếp hạng UK Singles Chart vào ngày 27 tháng 6 năm 2010 tại vị trí # 1, do đó bài hát đã trở thành đĩa đơn quán quân thứ hai của Katy Perry tại Vương Quốc Anh. Ca khúc đã bán được 123.607 bản tại Anh chỉ trong tuần đầu tiên  Hai tuần sau đó, bài hát đã tiêu thụ được 216.000 bản.

## Sự tranh cãi
Sau một vài tuần phát hành, ca khúc đã vấp phải sự phản đối do công ty thu âm của nhóm nhạc rock nổi tiếng The Beach Boys vừa lên tiếng đe dọa kiện Katy Perry vì một dòng trong lời ca khúc của họ được cho là đã bị Katy đạo nhạc và đưa vào ca khúc hit "California Gurls" của cô. Trong lời bài hát "California Gurls" của Perry có dòng "I wish they all could be California girls" (Tôi muốn tất cả họ đều là những cô gái California). Đây cũng chính là dòng chữ mà nhóm The Beach Boys đã đưa vào ca khúc kinh điển nổi tiếng "California Girls" của nhóm, được sáng tác vào năm 1965. Một nhân vật quan trọng trong ngành công nghiệp âm nhạc nói với tờ Page Six: "Công ty thu âm của The Beach Boys là Rondor Music, thay mặt cho Mike Love và Brian Wilson (tác giả ca khúc), đã gửi một lá thư cho công ty của Katy là Capitol Records, nói rằng Katy đã ăn trộm một trong những lời bài hát nổi tiếng nhất trong lịch sử, do đó, Mike Love và Brian Wilson phải được ghi tên lên bài hát và hưởng một phần nhuận bút.". Nhiều người nhận thấy, ngoài việc có tiêu đề gần giống và sao chép một dòng trong ca khúc nổi tiếng của The Beach Boys, "California Gurls" của Katy Perry (có sự góp giọng của rapper nổi tiếng Snoop Dogg) được cô sử dụng những giai điệu từ những năm 60. Về cuộc chiến pháp lý có thể xảy ra, những tác giả của ca khúc là Mike Love và Brian Wilson nói rằng tất cả các quyết định "kiện cáo" này đều là do công ty thu âm tự đối đầu với Katy. Thậm chí đại diện của Brian Wilson còn nói với Page Six rằng: " Rondor Music sở hữu ca khúc này, họ đã gọi điện cho Brian và Mike và nói rằng họ sẽ khiếu nại. Trong khi đó Brian thì lại thích ca khúc của Katy và bối rối không biết đứng về phía nào".

## Danh sách ca khúc và định dạng
Digital download
1. "California Gurls" (hợp tác với Snoop Dogg) – 3:56

CD Single
1. "California Gurls" (hợp tác với Snoop Dogg) – 3:56
2. "Hot n Cold" (hợp tác với Yelle) (Remix) – 4:07

Radio Remix Promo
1. "California Gurls" (hợp tác với Snoop Dogg) (Armand Van Helden Mix) – 5:48
2. "California Gurls" (hợp tác với Snoop Dogg) (Armand Van Helden Dub) – 4:55
3. "California Gurls" (hợp tác với Snoop Dogg) (Innerpartysystem Remix Main) – 4:27
4. "California Gurls" (hợp tác với Snoop Dogg) (Innerpartysystem Remix Radio) – 3:40
5. "California Gurls" (hợp tác với Snoop Dogg) (Manhattan Clique Extended Edit Main) – 4:44
6. "California Gurls" (hợp tác với Snoop Dogg) (Manhattan Clique Edit Main) – 3:42
7. "California Gurls" (hợp tác với Snoop Dogg) (MSTRKRFT Remix Main) – 3:59
8. "California Gurls" (hợp tác với Snoop Dogg) (MSTRKRFT Remix Radio) – 3:28
9. "California Gurls" (hợp tác với Snoop Dogg) (Passion Pit Remix Main) – 4:23
10. "California Gurls" (hợp tác với Snoop Dogg) (Passion Pit Remix Radio) – 3:11

## Bảng xếp hạng và chứng nhận doanh số
| Bảng xếp hạng (2010)                  | Vị trí cao nhất |
| ------------------------------------- | --------------- |
| Úc (ARIA)                             | 1               |
| Áo (Ö3 Austria Top 40)                | 3               |
| Bỉ (Ultratop 50 Flanders)             | 6               |
| Bỉ (Ultratop 50 Wallonia)             | 3               |
| Brazil (Billboard) Hot 100 Airplay    | 12              |
| Brazil (Billboard) Hot Pop Songs      | 1               |
| Bulgary (IFPI)                        | 4               |
| Canada (Canadian Hot 100)             | 1               |
| Cộng hòa Séc (Rádio Top 100)          | 8               |
| Đan Mạch (Tracklisten)                | 5               |
| Châu Âu Hot 100 Singles (Billboard)   | 1               |
| Phần Lan (Suomen virallinen lista)    | 2               |
| Pháp (SNEP)                           | 5               |
| Đức (GfK)                             | 3               |
| Hungary (Rádiós Top 40)               | 1               |
| Ireland (IRMA)                        | 1               |
| Israel (Media Forest)                 | 2               |
| Ý (FIMI)                              | 3               |
| Nhật Bản (Japan Hot 100)              | 10              |
| Hà Lan (Dutch Top 40)                 | 2               |
| New Zealand (Recorded Music NZ)       | 1               |
| Na Uy (VG-lista)                      | 5               |
| Polish Dance Chart                    | 8               |
| Scotland (OCC)                        | 1               |
| Slovakia (Rádio Top 100)              | 2               |
| Tây Ban Nha (PROMUSICAE)              | 17              |
| Thụy Điển (Sverigetopplistan)         | 8               |
| Thụy Sĩ (Schweizer Hitparade)         | 4               |
| Anh Quốc (OCC)                        | 1               |
| Hoa Kỳ Billboard Hot 100              | 1               |
| Hoa Kỳ Adult Contemporary (Billboard) | 7               |
| Hoa Kỳ Adult Pop Airplay (Billboard)  | 1               |
| Hoa Kỳ Dance Club Songs (Billboard)   | 1               |
| Hoa Kỳ Pop Airplay (Billboard)        | 1               |
| Venezuela Pop Rock (Record Report)    | 1               |

| Quốc gia      | Chứng nhận (Theo doanh số) |
| ------------- | -------------------------- |
| Úc            | 5× Bạch kim                |
| Áo            | Bạch kim                   |
| Bỉ            | Vàng                       |
| Canada        | 4× Bạch kim                |
| Canada        | Bạch kim (MT)              |
| Đan Mạch      | Vàng                       |
| Đức           | Bạch kim                   |
| Ý             | Bạch kim                   |
| Nhật Bản      | Vàng                       |
| New Zealand   | 2× Bạch kim                |
| Thụy Điển     | Bạch kim                   |
| Thụy Sĩ       | Bạch kim                   |
| Liên hiệp Anh | Bạch kim                   |
| Hoa Kỳ        | 4× Bạch kim                |

| Bảng xếp hạng (2010)                      | Vị trí |
| ----------------------------------------- | ------ |
| Australian Singles Chart                  | 5      |
| Austrian Singles Chart                    | 16     |
| Belgian (Flanders) Ultratop Singles Chart | 24     |
| Belgian (Wallonia) Ultratop Singles Chart | 17     |
| Canadian Hot 100                          | 1      |
| Denmark (Tracklisten)                     | 30     |
| Dutch Top 40                              | 17     |
| European Hot 100 Singles (Billboard)      | 14     |
| Germany (Media Control AG)                | 20     |
| Hungarian Airplay Chart                   | 14     |
| Irish Singles Chart                       | 10     |
| Italian Singles Chart                     | 12     |
| Netherlands (Dutch Top 40)                | 17     |
| New Zealand (RIANZ)                       | 3      |
| Romanian Top 100                          | 94     |
| Swedish Singles Chart                     | 39     |
| Swiss Singles Chart                       | 18     |
| UK Singles (The Official Charts Company)  | 8      |
| US Billboard Hot 100                      | 4      |
| US Adult Contemporary                     | 17     |
| US Adult Pop Songs                        | 7      |
| US Hot Dance Club Songs                   | 5      |
| US Pop Songs                              | 5      |
| Bảng xếp hạng (2011)                      | Vị trí |
| Hungarian Airplay Chart                   | 92     |

## Lịch sử phát hành
| Quốc gia       | Ngày                | Định dạng                       |
| -------------- | ------------------- | ------------------------------- |
| Hoa Kỳ         | 7 tháng 5 năm 2010  | Mainstream and rhythmic airplay |
| Thế giới       | 11 tháng 5 năm 2010 | iTunes Store release            |
| Đức            | 11 tháng 6 năm 2010 | CD single                       |
| Vương Quốc Anh | 20 tháng 6 năm 2010 | CD single, 7"                   |